# Rottweiler

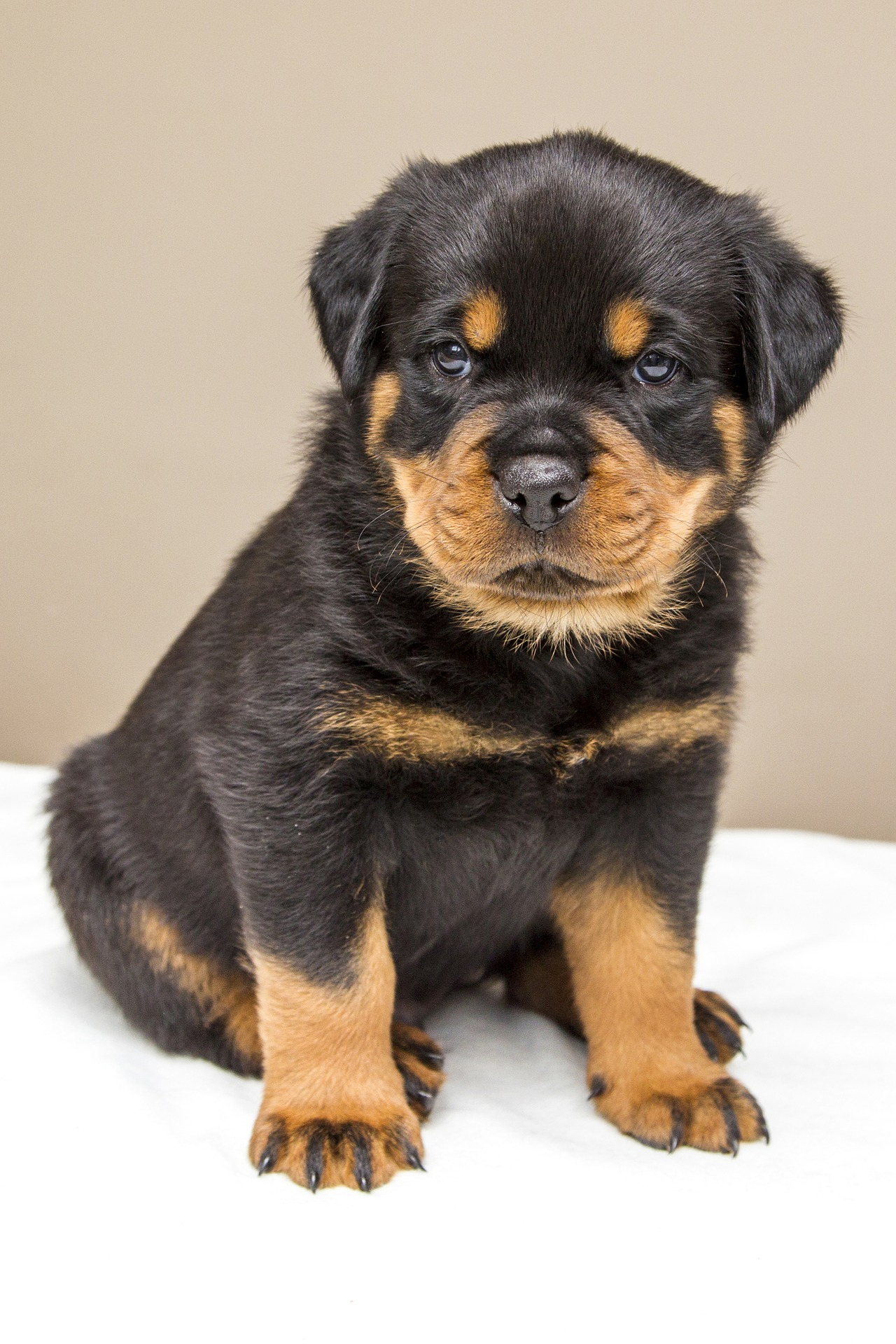
Szczenię rottweilera

Rottweiler – rasa psa zaliczana do grupy molosów w typie mastifa (typ dogowaty). Zgodnie z klasyfikacją FCI (FCI gr.2, sekcja 2.1, standard 147) należy do grupy psów pracujących.

## Rys historyczny
Rottweiler to rasa psów wykorzystywana dawniej do pilnowania obozów rzymskich w podbitej przez Rzymian Germanii. Psy te pilnowały bydła stanowiącego zapasy żywieniowe legionów oraz ciągnęły ciężkie zaprzęgi z żywnością i amunicją. W średniowieczu rzeźnicy używali rottweilerów do pędzenia bydła, ciągnięcia wózków z towarami i ochrony gospodarstwa. Zapiski z siedemnastowiecznych kronik miejskich określają limit psów trzymanych przez rzeźników na 1 sztukę, a rottweilerów hodowanych przez katów na 4 sztuki.
Niemiecki kynolog R. Streble zalicza rottweilera do gładkowłosych psów zaganiających, wywodzących się z linii psów bawarskich o celtyckim rodowodzie. Kolebką tej rasy są ziemie niemieckie, a dokładniej Szwabia. Pierwszy wzorzec rasy opracowano w roku 1901. Pierwszy Klub Hodowców Rottweilera założono 13 stycznia 1907, a trzy miesiące później Południowoniemiecki Klub Rottweilera. W 1921 roku wszystkie te stowarzyszenia połączyły się, tworząc Ogólnoniemiecki Klub Rottweilera. Nazwa rasy pochodzi od szwabskiej miejscowości Rottweil, założonej w 74 r. przez Rzymian.

## Klasyfikacja FCI
W klasyfikacji FCI rottweiler został zaliczony do grupy II – Pinczery, sznaucery, molosy i szwajcarskie psy do bydła, sekcja 2.1 – Molosy w typie mastifa. Psy tej rasy podlegają próbom pracy.

## Użytkowość
Dawniej psy te były wykorzystywane jako psy pasterskie, a także jako psy rzeźnickie, czyli pomagające w zaganianiu zwierząt rzeźnych na place targowe. Obecnie rottweiler funkcjonuje głównie jako pies obronny. W 1910 został oficjalnie uznany za psa policyjnego. W czasie I wojny światowej rottweilery wykorzystywano w służbie wojskowej, zwłaszcza jako psy meldunkowe, transportujące, wartownicze i zaopatrzeniowe.

## Wygląd
Wzorzec opisuje rottweilera jako psa średniego do dużego wzrostu, średniej wagi. Jest on harmonijnie zbudowany, przysadzisty i potężny. Sprawia wrażenie silnego, wytrzymałego i zwinnego. Głowę ma dość masywną, czaszkę średniej długości, stop dobrze zaznaczony. Czoło lekko wypukłe, część potyliczną wyraźnie rozwiniętą. Szczęki mocne i szerokie, wargi nie obwisłe, zgryz nożycowy. Owalne, ciemnobrązowe oczy. Nos duży, czarny i szeroki. Uszy średniej wielkości, wysoko osadzone i szeroko rozstawione. Szyja jest mocna, lekko łukowata. Klatka piersiowa szeroka, potężnie umięśniona. Grzbiet mocny, prosty i zwarty. Zad szeroki, lekko zaokrąglony. Ogon zwykle obcinany na wysokości pierwszego lub drugiego kręgu. W krajach, gdzie obcinanie jest prawnie zabronione, ogon jest średniej długości, noszony w linii grzbietu lub wiszący. Kończyny są proste, doskonale umięśnione, świetnie kątowane. Łapy okrągłe, palce wysklepione, zwarte, z krótkimi, czarnymi pazurami. Szata składa się ze średniej długości twardych w dotyku włosów okrywowych oraz podszerstka. Umaszczenie jest zawsze czarne, podpalane w ściśle określonych miejscach: na policzkach, nad oczami, pod szyją i na spodniej stronie klatki piersiowej, pod nasadą ogona i na kończynach.

## Zachowanie i charakter
Rottweiler z natury jest psem obronnym i agresywnym wobec intruzów. Według wzorca jest to pies o zrównoważonej psychice, wymagający odpowiedniego i konsekwentnego podejścia. Pewność siebie jest główną cechą charakteru tej rasy, podobnie jak upór, samodzielność czy skłonność do dominacji (ujawnia się to szczególnie u samców). W rękach osoby brutalnej i niezrównoważonej rottweiler staje się nieprzewidywalny i może stanowić zagrożenie dla otoczenia, z właścicielem włącznie. Pies ten potrzebuje sporej dawki codziennego ruchu: regularnych treningów i szkoleń oraz aktywnych spacerów.

## Zdrowie i pielęgnacja
Rottweiler ma krótką sierść, więc zwiększonej częstotliwości zabiegów pielęgnacyjnych wymaga tylko w okresie linienia.
Dieta psów tej rasy powinna być odpowiednio dobrana i bogata w białko. Żywność zaleca się podawać rozdzieloną i po wysiłku fizycznym.
Podobnie jak u większości psów ras dużych może występować dysplazja stawów biodrowych, jak również dysplazja stawów łokciowych. Ich budowa wpływa również na zwiększenie ryzyka wystąpienia skrętu żołądka. Mają też skłonność do występowania różnych alergii i chorób nowotworowych. Długość życia: 11 do 13 lat.

## Prawo
W Polsce posiadanie rottweilera wymaga zgody urzędu miasta lub gminy, gdyż pies ten został ujęty w wykazie ras psów uznawanych za agresywne.